# Morpho hecuba
Morpho hecuba är en fjärilsart som beskrevs av Carl von Linné 1771. Morpho hecuba ingår i släktet Morpho och familjen praktfjärilar. Inga underarter finns listade i Catalogue of Life.

## Bildgalleri

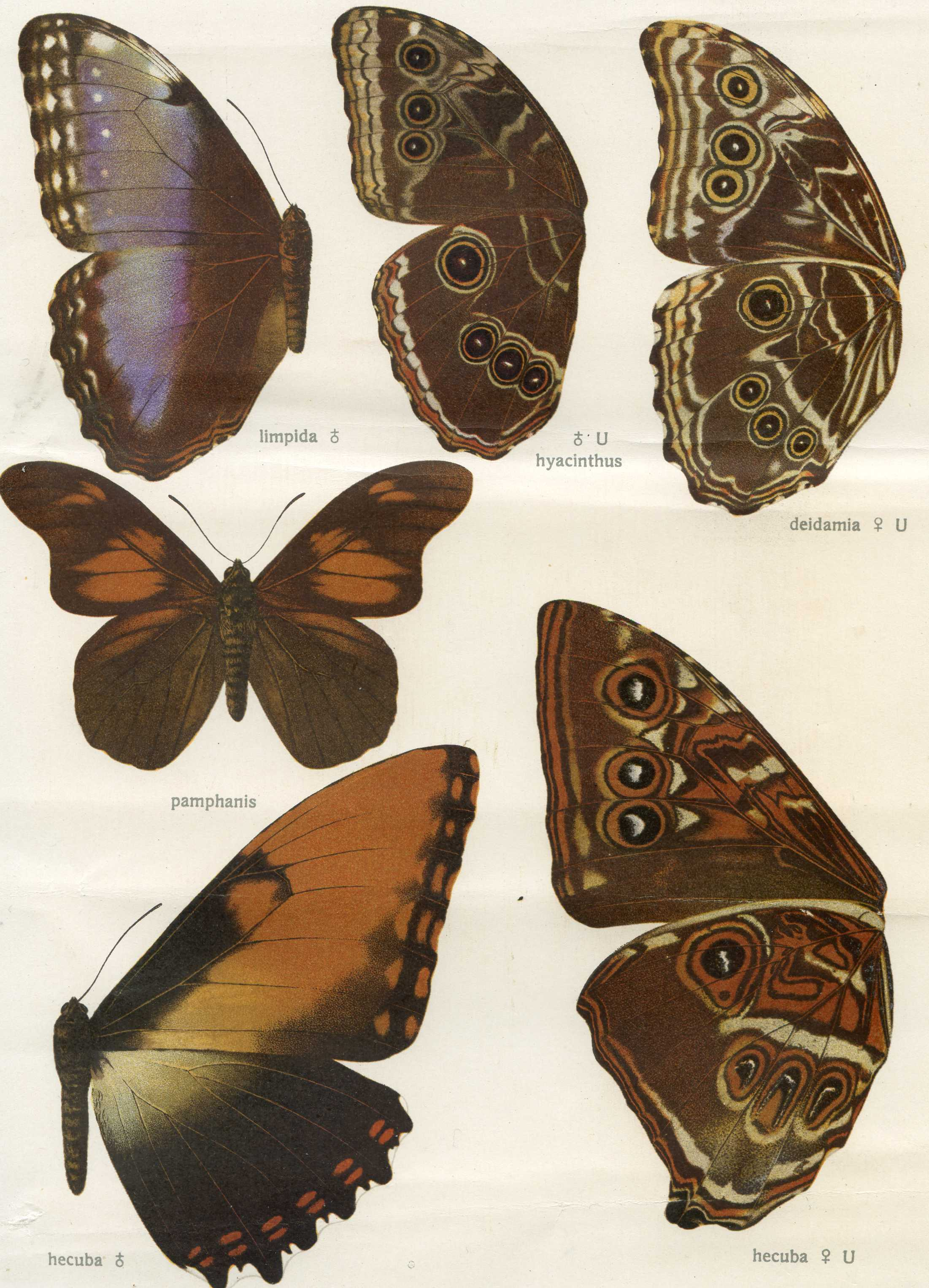
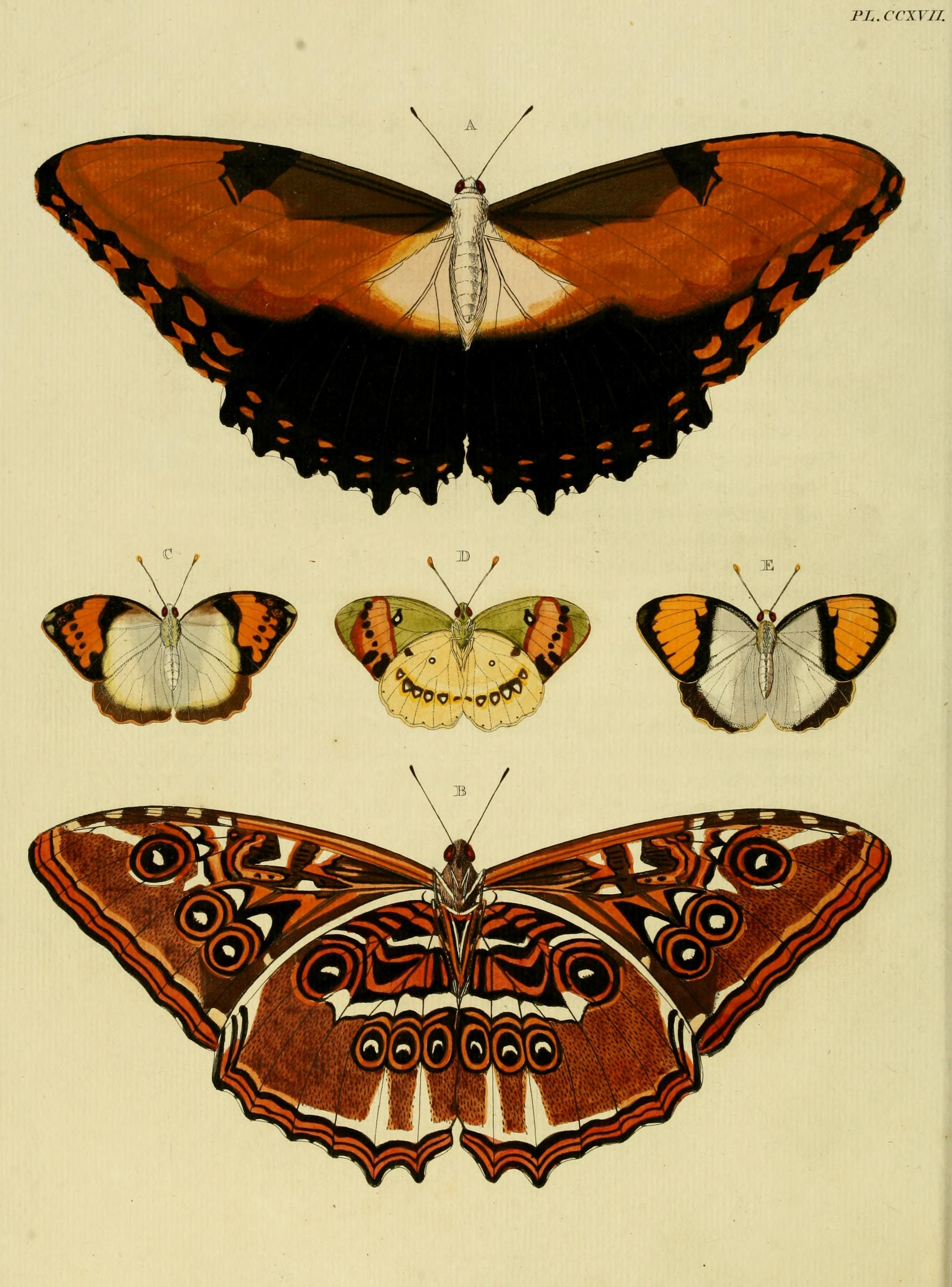